# Уфимська губернія
54°44′00″ пн. ш. 55°58′00″ сх. д. / 54.733333333333° пн. ш. 55.966666666667° сх. д.
Уфимська губе́рнія — адміністративна одиниця колишньої Російської імперії. На початку XX століття населення губернії становило — 2 567 000 осіб.

## Історія
Губернія утворена в 1865 шляхом виділення із Оренбурзької губернії. Проіснувала до 14 червня 1922.

## Адміністративний поділ
На 1897 складалася із 6 повітів
- Белебеєвський повіт
- Бірський повіт
- Златоустовський повіт
- Мензелінський повіт
- Стерлітамакський повіт
- Уфимський повіт

У 1922 губернію скасовано, територія увійшла до складу Автономної Башкирської Соціалістичної радянської республіки